# Rhynchophanes
Rhynchophanes zijn een geslacht van vogels uit de familie van de kardinaalachtigen (Calcariidae). De wetenschappelijke naam van het geslacht is voor het eerst geldig gepubliceerd in 1858 door Baird.

## Soorten
De volgende soorten zijn bij het geslacht ingedeeld:
- Rhynchophanes mccownii – McCowns ijsgors